# Поздняя весна
«Поздняя весна» (яп. 晩春 бансюн, англ. Late Spring) — кинофильм режиссёра Ясудзиро Одзу, вышедший на экраны в 1949 году. Картина снята по мотивам романа Кадзуо Хироцу «Отец и дочь». Лента получила премию журнала «Кинэма Дзюмпо» за лучший фильм, а также четыре премии «Майнити»: за лучший фильм, лучшую режиссуру, лучший сценарий и лучшую женскую роль (Сэцуко Хара).

## Сюжет

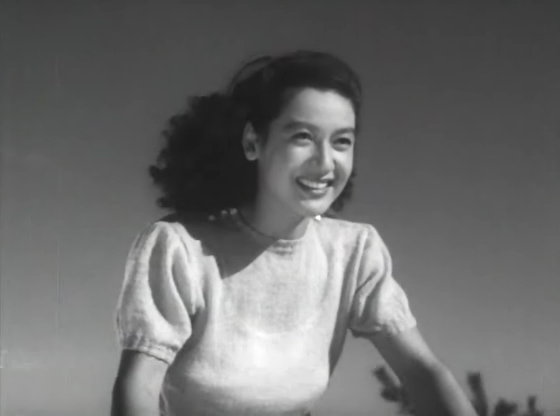
Сэцуко Хара в роли Норико

27-летняя Норико Сомия живёт со своим отцом, овдовевшим университетским профессором. Все говорят, что ей давно пора выходить замуж, но она и слушать об этом не хочет: она счастлива быть рядом с отцом и считает, что тот не сможет прожить без её заботы. Зайдя однажды к тёте, Норико узнаёт, что та нашла ей подходящую кандидатуру в мужья, а чтобы девушка не переживала об отце, тот тоже женится — на красивой и почтенной вдове. Придя домой, Норико убеждается, что отец вполне согласен с этим планом: по его мнению, она не может посвящать свою жизнь старику, а должна подумать о своём будущем, о семье, о детях. Девушка расстраивается, ведь это нарушает её счастливое и беззаботное существование; согласие между отцом и дочерью нарушается. Однако видя, что отец твёрдо намерен жениться, Норико тоже даёт тёте своё согласие. Этому способствует и знакомство со счастливой семьёй Онодэры, коллеги отца, который также женился во второй раз. Совершив свою последнюю совместную загородную поездку и проведя свадебную церемонию, отец и дочь расстаются. Профессор возвращается один в свой дом: жениться он, по-видимому, вовсе не собирался.

## В ролях
- Тисю Рю — Сукити Сомия, отец
- Сэцуко Хара — Норико Сомия, дочь
- Юмэдзи Цукиока — Ая Китагава
- Харуко Сугимура — Маса Тагути
- Хохи Аоки — Кацуёси
- Дзюн Усами — Сёити Хаттори
- Кунико Миякэ — Акико Мива
- Масао Мисима — Дзё Онодэра
- Ёсико Цубоути — Кику
- Ёко Кацураги — Мисако

## О фильме
42-й фильм Ясудзиро Одзу снимался с мая по сентябрь 1949 года и является первой картиной из так называемой «трилогии Норико», в которую также входят ленты «Раннее лето» (1951) и «Токийская повесть» (1953). Фильм «Поздняя весна» считается одной из лучших и важнейших работ Одзу, во многом предопределившей его дальнейшее творчество: с этих пор основным мотивом для него становится разделение родителей и детей, а внимание переносится с сына на отца. Другим важным моментом в фильме является конфликт между традиционными ценностями и модернизацией (вестернизацией), отражающий процессы в послевоенном японском обществе; этот конфликт выражается в том общественном давлении, которое испытывает главная героиня, когда дело касается вопросов брака, и которому она оказывается не в силах сопротивляться. Поскольку Одзу не даёт простого способа разрешить этот конфликт, лента оставляет возможным широкий спектр прочтений — от выражения консервативных взглядов до радикального отрицания традиций.